# UTC-12
UTC−12 je nautička vremenska zona koja pokriva more između 180°W i 172°30′W geografske dužine. Brodovi koji koriste ovo vrijeme posljednji su koji počinju svaki kalendarski dan. U zoni nema ljudskih naselja, a otoci Baker i Howland jedine su kopnene mase u zoni.